# Mary Had a Little Lamb (comptine)

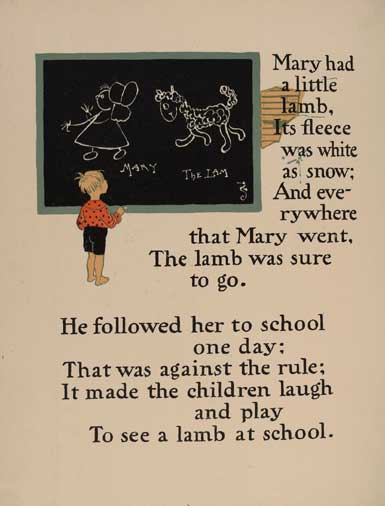
Illustration de William Wallace Denslow pour Mary had a little lamb dans une édition du Mother Goose parue en 1901.

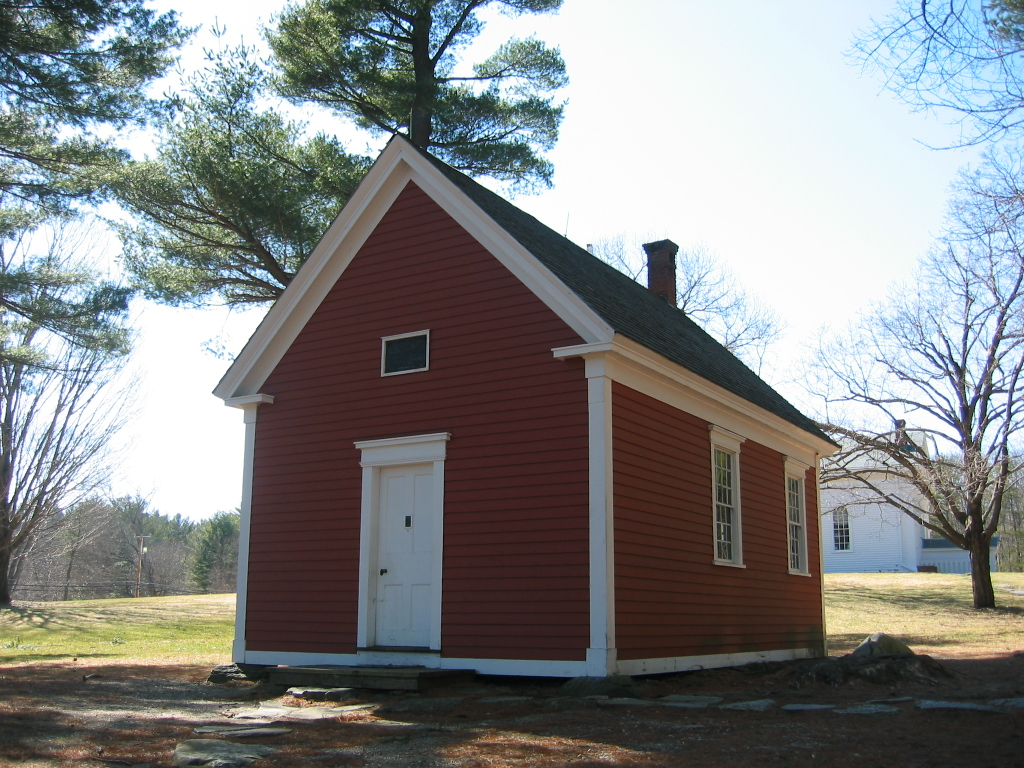
La Redstone School, qui se trouve maintenant à Sudbury au Massachusetts, serait l'école de rang (schoolhouse) mentionnée dans la comptine.

Pour les articles homonymes, voir Mary Had a Little Lamb.
Mary Had a Little Lamb est une comptine en anglais d'origine américaine qui date du XIXe siècle.

## Contexte
La comptine fut publiée (non pas écrite) par la firme bostonnienne Marsh, Capen & Lyon, en tant que poème original de Sarah Josepha Hale le 24 mai 1830. Elle fut inspirée par un incident.
Fillette, Mary Sawyer (plus tard Mrs. Mary Tyler) avait un agneau de compagnie, qu'elle amena à l'école un jour sur la suggestion de son frère. Son passage provoqua de l'étonnement. Mary affirma que :

« En visite à l'école ce matin-là, il y avait un jeune homme du nom de John Roulstone, neveu du révérend Lemuel Capen, qui habitait à Sterling au Massachusetts. C'était la coutume alors pour les élèves de se préparer pour le collège avec l’aide des ministres [du culte], et dans ce but, Mr. Roulstone étudiait avec son oncle. Le jeune homme trouva fort plaisant l'incident avec l'agneau. Le lendemain, il vint à notre école de rang en parcourant les champs à dos de cheval et me remit un bout de papier sur lequel il avait écrit les trois premiers couplets du poème…,. »

Deux théories s'opposent sur l'origine du poème. Une affirme que Roulstone rédigea les quatre premiers vers et que les douze suivants, plus moralisateurs et moins enfantins que les premiers, furent rédigés par Sarah Josepha Hale. L'autre avance que Hale a composé le poème au complet.
Au centre-ville de Sterling au Massachusetts se trouve une statue représentant l'agneau de Mary. La Redstone School, construite en 1798, fut achetée par Henry Ford et déménagée dans la cour d'une église dans la même ville.

## Paroles
Dans les années 1830, Lowell Mason a mis en musique la comptine en ajoutant des répétitions dans les couplets :
Mary had a little lamb,

little lamb, little lamb,

Mary had a little lamb,

whose fleece was white as snow.

And everywhere that Mary went,

Mary went, Mary went,

and everywhere that Mary went,

the lamb was sure to go.

It followed her to school one day

school one day, school one day,

It followed her to school one day,

which was against the rules.

It made the children laugh and play,

laugh and play, laugh and play,

it made the children laugh and play

to see a lamb at school.

And so the teacher turned it out,

turned it out, turned it out,

And so the teacher turned it out,

but still it lingered near,

And he waited patiently,

patiently, patiently,

And he waited patiently

till Mary did appear.

“Why does the lamb love Mary so?”

Love Mary so? Love Mary so?

“Why does the lamb love Mary so,”

the eager children cry.

“Why, Mary loves the lamb, you know.”

The lamb, you know, the lamb, you know,

“Why, Mary loves the lamb, you know,”

the teacher did reply.

La version en français est: 
Marie avait un petit agneau,

un petit agneau, un petit agneau,

Marie avait un petit agneau,

dont la toison était blanche comme neige.

Et partout où Marie allait,

Marie allait, Marie allait,

et partout où Marie allait,

l'agneau était sûr d'aller.

Il la suivit à l'école un jour

à l'école un jour, à l'école un jour,

Il la suivit à l'école un jour,

ce qui était contre le règlement.

Cela fit rire et jouer les enfants,

rire et jouer, rire et jouer,

ça fit rire et jouer les enfants

de voir un agneau à l'école.

Et donc le professeur le fit sortir,

le fit sortir, le fit sortir,

Et donc le professeur le fit sortir,

mais il restait toujours là,

Et il attendit patiemment,

patiemment, patiemment,

Et il attendit patiemment

que Marie apparaisse.

« Pourquoi l'agneau aime-t-il tant Marie ? »

Aime-t-il tant Marie ? Aime-t-il tant Marie ?

« Pourquoi l'agneau aime-t-il tant Marie »,

crient les enfants impatients.

« Eh bien, Marie aime l’agneau, tu sais.»

L’agneau, tu sais, l’agneau, tu sais,

« Eh bien, Marie aime l’agneau, tu sais »,

répondit le professeur.

## Médias
Cette chanson est une version britannique, qui diffère légèrement de la version américaine.

### Citation originales
1. ↑  (en) « Visiting school that morning was a young man by the name of John Roulstone, a nephew of the Reverend Lemuel Capen, who was then settled in Sterling. It was the custom then for students to prepare for college with ministers, and for this purpose Mr. Roulstone was studying with his uncle. The young man was very much pleased with the incident of the lamb; and the next day he rode across the fields on horseback to the little old schoolhouse and handed me a slip of paper which had written upon it the three original stanzas of the poem… »